# 梁峻豪
梁峻豪（英語：Leong Jun Hao，1999年7月13日—），馬來西亞男子羽毛球運動員。

## 簡歷

### 早年
梁峻豪出生於吉隆坡文良港，在父親的影響下，梁峻豪9歲開始認真打球，當時就讀文良港中華小學的梁峻豪經常代表學校參賽。在半年的熏陶之下，完成小學課程之後，他在13歲加入武吉加里爾體育學校。但他也認為他的許多方面需要加強，例如全面的打法、反擊要犀利、如何控制場上球等等。

### 2017年：亞青賽奪冠、世青賽亞軍
2017年7月，梁峻豪以第6種子身分出戰了在印尼雅加達舉行的亞洲青年羽毛球錦標賽男子單打項目。他一路擊敗了各國好手並在決賽中對戰中國的白玉鹏。最終梁峻豪以2比1（21-6、20-22、21-17）擊敗對手，同時也粉碎了中國欲在亞洲青年羽毛球錦標賽達成四連霸的企圖，也創下他在羽球生涯的最佳成績。梁峻豪是繼2011年的祖法利以及2013年的蘇德智後，大馬史上第三位亞青賽男單冠軍，也是大馬時隔四年後再次奪冠。
2017年10月，梁峻豪以第4種子身份出戰了在印尼日惹舉辦的世界青年羽毛球錦標賽男子單打項目，他先是在半決賽中以2比0的成績（21-14、22-20）擊敗了16歲日本選手奈良岡功大。但在決賽中卻苦戰三局先盛后衰，最終以1比2（21-17、15-21、9-21）不敵泰國的頭號種子選手昆拉武特·威提讪，與冠軍擦肩而過。梁峻豪在賽後受訪時表示「我需要學會怎樣去克服沉重的壓力，我在第一局能夠發揮良好並拿下，可是在第二局拿到11分後，因為想要盡快拿下比賽，而開始失誤頻頻。對方則冷靜沉著應戰，而我在落後時腦袋已經一片空白，這讓我感到非常失望，因為這是我最後一次的青年賽。」，梁峻豪也表示接下來他將會轉戰成人賽，參與11月的馬來西亞羽毛球國際挑戰賽。

### 2018年至今：泰國大師賽亞軍、芬蘭羽球賽奪首冠
2018年1月，梁峻豪出战泰國羽毛球大師賽，在男单决赛以0比2（16-21、15-21）不敌赛会2号种子、世锦赛季军的汤米·苏吉亚托，赢得亚军。同年2月，他出战奧地利羽毛球公開賽，在男单準决赛以0比2（17-21、14-21）不敌队友詹俊為。同年4月，他出战芬蘭羽毛球公開賽，在男单决赛以2比1（12-21、21-17、22-20）击败了队友詹俊為，赢得职业羽球生涯首个國際挑戰賽男单冠军。

## 主要比賽成績
只列出曾進入準決賽的國際賽事成績：
| 年份   | 賽事                     | 公開賽級別 | 項目     | 成績   |
| ------ | ------------------------ | ---------- | -------- | ------ |
| 2016年 | 世界青年羽毛球錦標賽     | 其他       | 混合團體 | 亞軍   |
| 2017年 | 亞洲青年羽毛球錦標賽     | 其他       | 混合團體 | 季軍   |
| 2017年 | 亞洲青年羽毛球錦標賽     | 其他       | 男子單打 | 冠軍   |
| 2017年 | 新加坡羽毛球國際系列賽   | 國際系列賽 | 男子單打 | 準決賽 |
| 2017年 | 世界青年羽毛球錦標賽     | 其他       | 混合團體 | 亞軍   |
| 2017年 | 世界青年羽毛球錦標賽     | 其他       | 男子單打 | 亞軍   |
| 2017年 | 馬來西亞羽毛球國際挑戰賽 | 國際挑戰賽 | 男子單打 | 亞軍   |
| 2018年 | 泰國羽毛球大師賽         | 超級300賽  | 男子單打 | 亞軍   |
| 2018年 | 奧地利羽毛球公開賽       | 國際挑戰賽 | 男子單打 | 準決賽 |
| 2018年 | 芬蘭羽毛球公開賽         | 國際挑戰賽 | 男子單打 | 冠軍   |
| 2019年 | 馬來西亞羽毛球國際挑戰賽 | 國際挑戰賽 | 男子單打 | 準決賽 |
| 2019年 | 孟加拉羽毛球國際挑戰賽   | 國際挑戰賽 | 男子單打 | 亞軍   |
| 2020年 | 亞洲羽毛球團體錦標賽     | 其他       | 男子團體 | 亞軍   |
| 2021年 | 波蘭羽毛球公開賽         | 國際挑戰賽 | 男子單打 | 準決賽 |
| 2022年 | 亞洲羽毛球團體錦標賽     | 其他       | 男子團體 | 冠軍   |
| 2022年 | 印尼瑪琅羽毛球大師賽     | 超級100賽  | 男子單打 | 冠軍   |
| 2023年 | 東南亞運動會羽毛球比賽   | 其他       | 男子團體 | 銀牌   |
| 2023年 | 東南亞運動會羽毛球比賽   | 其他       | 男子單打 | 銅牌   |
| 2023年 | 吉隆坡羽毛球大師賽       | 超級100賽  | 男子單打 | 冠軍   |
| 2024年 | 亞洲羽毛球團體錦標賽     | 其他       | 男子團體 | 亞軍   |
| 2024年 | 湯姆斯盃                 | 其他       | 男子團體 | 季軍   |
| 2024年 | 日本熊本羽毛球大師賽     | 超級500賽  | 男子單打 | 亞軍   |

| 2007-2017年 | 首要超級賽 | 超級賽 | 黃金大獎賽 | 大獎賽 | 國際挑戰賽 | 國際系列賽 | 未來系列賽 | 其他 |

| 2018-2026年 | 總決賽 | 超級1000賽 | 超級750賽 | 超級500賽 | 超級300賽 | 超級100賽 | 國際挑戰賽 | 國際系列賽 | 未來系列賽 | 其他 |